# El Puente del Arzobispo
El Puente del Arzobispo est une commune d'Espagne de la province de Tolède dans la communauté autonome de Castille-La Manche.

## Administration
| Période                                  | Période | Identité | Étiquette | Qualité |
| ---------------------------------------- | ------- | -------- | --------- | ------- |
|                                          |         |          |           |         |
| Les données manquantes sont à compléter. |         |          |           |         |

## Culture

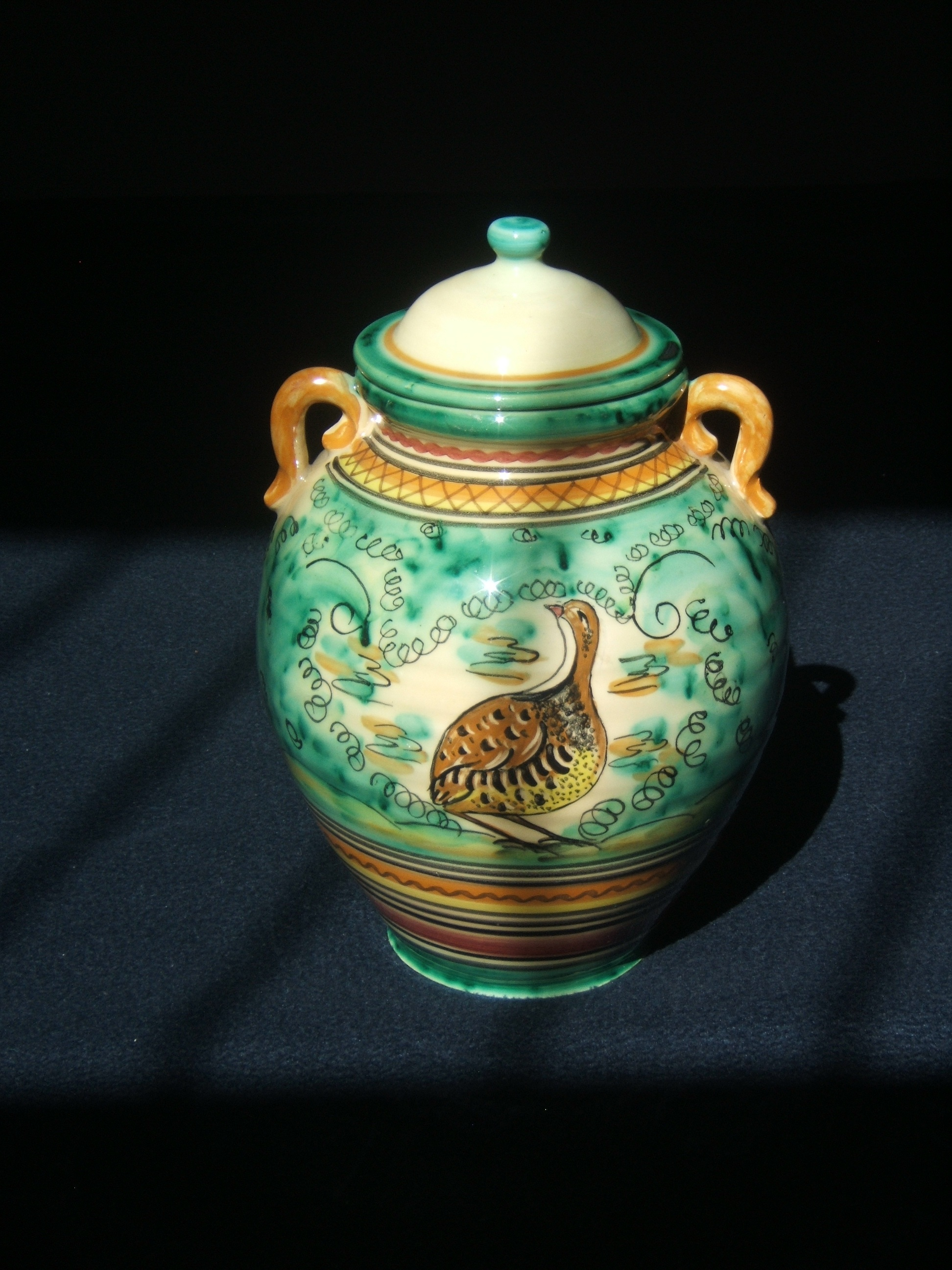
Faïence émaillée avec couvercle. Série émeraude ornée d'une perdrix. Poterie traditionnelle d'El Puente del Arzobispo.

En 2019, la céramique de Talavera a été déclarée patrimoine culturel immatériel de l'humanité par l'UNESCO sous le nom officiel de fabrication artisanale de céramique de style Talavera à Puebla et Tlaxcala (Mexique) et à Talavera de la Reina et El Puente del Arzobispo (Espagne).